# 葛西映子
葛西 映子（かさい えいこ、1970年4月22日 - ）は、日本の漫画家。
千葉県で生まれ、中学時代から宮城県仙台市で育つ。和光大学人文学部芸術学科卒業。2004年、『しんぶん赤旗日曜版』連載『ドボン&ウズ・メメス』でデビュー。

## 略歴
2006年8月20日付け『しんぶん赤旗』の「本と人と」のコーナーでの本人談によれば、過去あまり作品は描かずに漫画家のアシスタントや広告のカット描きをしていた。
出産後に、大学時代の友人の紹介がきっかけで、『しんぶん赤旗』日曜版連載漫画に猫漫画の案を持ち込む。「猫好き編集長の英断 (?) 」により採用が決定し、2004年11月から『ドボン&ウズ・メメス』の連載が開始され、デビューとなった。
この無名の漫画家のデビュー作は人気を博し、読者から単行本化や連載継続（再開）を願う声が多数あがり、2005年12月の連載終了後、2006年7月に『ドボン&ウズ・メメス』の単行本が新日本出版社より刊行、2006年12月31日（2007年1月7日合併号）よりしんぶん赤旗日曜版で『ドボン&ウズ・メメス』の2回目の連載が開始された。
また、ひうらさとるのアシスタントをしていたことを、両者がウェブ上で公表している。

## 作品
- ドボン&ウズ・メメス - 2004年11月7日 - 2005年12月、2006年12月31日・2007年1月7日合併号 - しんぶん赤旗日曜版（日本共産党中央委員会）連載。
  - （新日本出版社　※2004年11月7日 - 2005年12月連載を収録）
- リレーエッセイ漫画 - 『Eleganceイブ』2007年3月号（秋田書店）掲載
- 猫又酒場で、いただきます。 - 2016年5月（ぶんか社）

## 人物
- ブログを開設し、読者が書き込んだコメントにレスする、年賀状を出すなどのファンサービスは比較的多い。[独自研究?]

## インタビューなど
- しんぶん赤旗 2006年8月20日「本と人と」
- しんぶん赤旗日曜版 2006年9月24日